# Castelul Chabannes

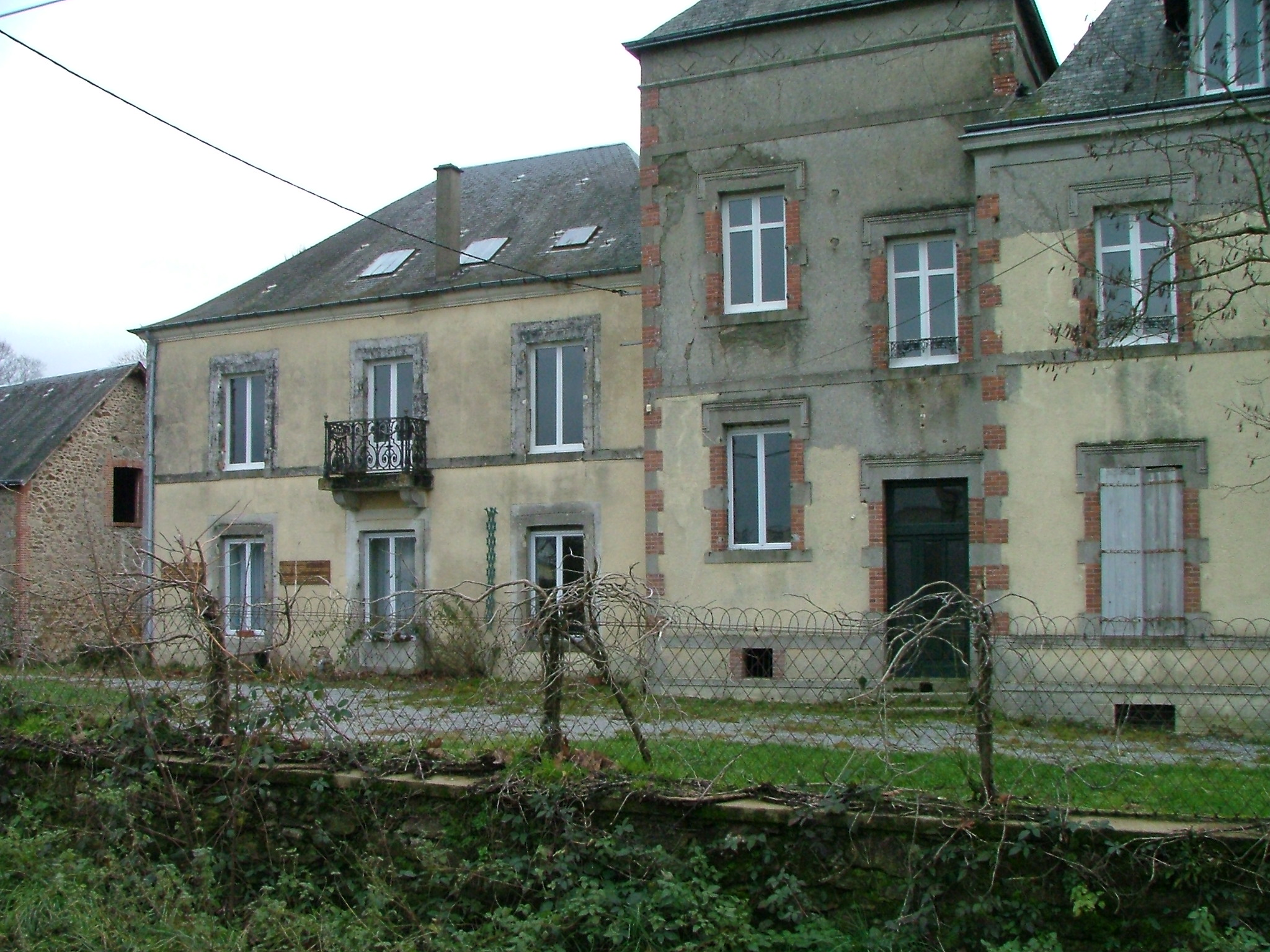
Castelul Chabannes, unde 400 de copii evrei refugiați au fost ascunși în timpul Holocaustului.

Castelul Chabannes a fost un orfelinat din satul Chabannes (parte din Saint-Pierre-de-Fursac de astăzi) din Vichy| Franța, unde aproximativ 400 de copii evrei refugiați au fost salvați de Holocaust prin eforturile directorului său, Félix Chevrier și alți profesori. A fost susținut de Societatea de Ajutor pentru Copii(OSE) din 1940 până în 1943. 

## Filme
Castelul Chabannes este subiectul unui documentar din 1999, realizat de regizorii Lisa Gossels(al cărui tată și unchi au fost printre supraviețuitori) și Dean Wetherell.